# 里尼亚克 (洛特省)
里尼亚克（法語：Rignac，法語發音：[ʁiɲak]）是法国洛特省的一个市镇，属于古尔东区。

## 地理
里尼亚克（44°48'23"N, 1°41'44"E）面积9.64 平方千米，位于法国奧克西塔尼大區洛特省，该省份为法国西南部内陆省份，北起顺时针与科雷兹省、康塔爾省、阿韦龙省、塔恩-加龙省、洛特-加龍省和多尔多涅省接壤。
与里尼亚克接壤的市镇（或旧市镇、城区）包括：阿尔维尼亚克、格拉马、罗卡马杜尔、泰格拉。

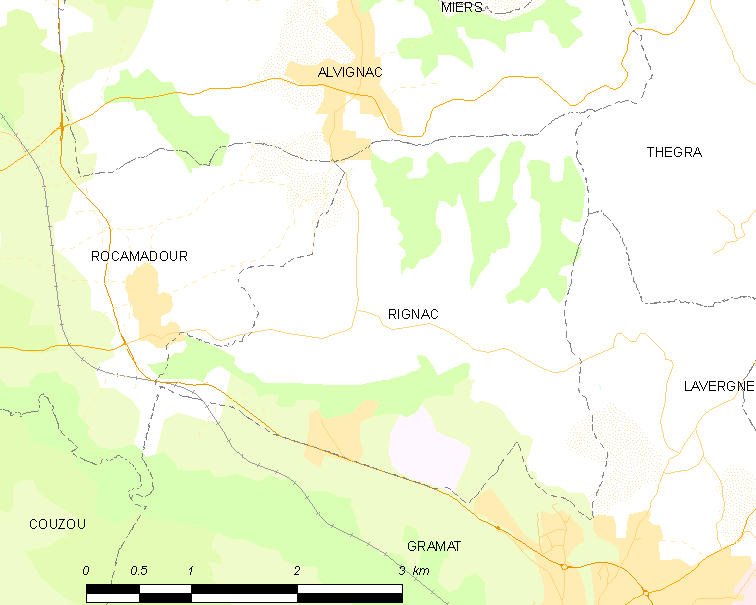
的OSM定位图

里尼亚克的时区为UTC+01:00、UTC+02:00（夏令时）。

## 行政
里尼亚克的邮政编码为46500，INSEE市镇编码为46238。

## 政治
里尼亚克所属的省级选区为格拉马县。

## 人口

1962-2008年间人口变化图示

里尼亚克于2022年1月1日时的人口数量为292人。